# Beach, Please! Festival
Beach, Please! Festival este un festival de muzică anual organizat în stațiunea de litoral Costinești, România. Prima ediție a avut loc în 2022, iar festivalul reunește artiști români și internaționali din genuri precum hip-hop, trap, muzică electronică și pop. Evenimentul se desfășoară pe malul Mării Negre și atrage participanți atât din România, cât și din străinătate.

## Ediții

### 2022
Prima ediție a festivalului a avut loc în 2022, în stațiunea Costinești. Printre principalii artiști români care au urcat pe scenă s-au numărat Puya, Deliric, Connect-R, Grasu XXL, Killa Fonic, Ian, Oscar, Nane, Azteca, Amuly și Bvcovia. Alte nume prezente în lineup au fost Rava, Albert NBN, Bibi, Mario Fresh și Johny Romano, printre alții. Evenimentul a atras aproximativ 35.000 de participanți pe parcursul întregului festival.

### 2023
Cea de-a doua ediție a avut loc în 2023, tot în Costinești. A fost primul an în care festivalul a inclus artiști internaționali în programul său, alături de cei români. Capetele de afiș au fost rapperii americani 6ix9ine, DaBaby și artistul britanic Central Cee. Din lineup-ul internațional au mai făcut parte și NLE Choppa și Sfera Ebbasta.
Printre artiștii români prezenți s-au numărat Macanache, Killa Fonic, Ian, Oscar, Rava, Nane și Amuly. Festivalul și-a menținut accentul pe muzica urbană și trap, concertele fiind susținute pe mai multe scene amenajate pe plajă și în diverse zone ale stațiunii.
Participarea la ediția din 2023 a crescut semnificativ față de anul precedent, cu un număr estimat de 150.000 de participanți în total.

### 2024
A treia ediție a festivalului a avut loc în 2024, tot la Costinești. Evenimentul a inclus un mix de artiști internaționali și români, păstrându-și focusul pe genurile trap, hip-hop și muzică urbană. Cap de afiș a fost rapperul american Travis Scott. Alți artiști internaționali prezenți au fost Anitta, Wiz Khalifa, Trippie Redd, Don Toliver, Yeat, 6ix9ine, Ice Spice, Swae Lee, French Montana, Rich Amiri, Lil Tjay, Gucci Mane, NLE Choppa, Lil Pump, Rich the Kid, Rick Ross și Dhurata Dora.
Lineup-ul românesc a inclus artiști precum Killa Fonic, Ian, Oscar, Nane, Rava, Amuly, Bvcovia și Azteca, alături de mai mulți artiști emergenți din scena locală de trap.
Ediția din 2024 a stabilit un nou record de participare, cu peste 300.000 de persoane prezente pe durata festivalului. Potrivit organizatorilor, bugetul total al evenimentului a fost de 7 milioane de euro, ceea ce îl plasează printre cele mai mari festivaluri de muzică urbană din Europa.

### 2025
A patra ediție a festivalului a avut ca headlineri pe ASAP Rocky și Ken Carson.

## Incidente

### 2024
Rapperul american Wiz Khalifa a fost reținut de poliție pe 13 iulie la festivalul „Beach, Please”, după ce a consumat marijuana pe scenă în timpul spectacolului său.

### 2025
Organizatorii Beach, Please! au anunțat că rapperii americani 6ix9ine, PROMER și NLE Choppa nu vor mai susține concertele programate în cadrul festivalului. Potrivit organizatorilor, decizia a fost luată din motive ce țin de siguranța publicului, aspecte logistice și neînțelegeri contractuale apărute cu scurt timp înainte de eveniment. Anunțul a fost făcut cu câteva zile înainte de recitalurile planificate, generând nemulțumiri în rândul unei părți a publicului care achiziționase bilete în principal pentru artiștii respectivi.
Un adolescent de 15 ani a ajuns la Terapie Intensivă după ce a fost încurajat de rapperul american Destroy Lonely să sară de pe scenă în timpul showului. Tânărul a urmat îndemnul, însă s-a accidentat lovindu-se de gardul care separa mulțimea. În urma incidentului, organizatorii au anunțat că nu vor mai permite accesul publicului pe scenă și că vor întrerupe colaborarea cu rapperul american.